# 石原美優
石原 美優（いしはら みゆう、1991年12月23日 - ）は、日本のグラビアアイドル。グラビアアイドルユニットG☆Girlsのメンバー。
神奈川県横浜市出身。オフィスヴィッシュ所属。

## 略歴
第5回ミスFLASH（2011年度）でファイナリストまで残り、惜しくもグランプリは逃したものの、グランプリを取った鈴木ふみ奈、黒田有彩、斎藤眞利奈、仁藤みさきらとグラドルユニット「G☆Girls」を結成した。
2011年8月27日、G☆Girlsは東京お台場にて行われたアイドルフェス『TOKYO IDOL FESTIVAL 2011』に出演し、これが初めてのお披露目となった。同年9月14日、1stシングル「魔法をかけてLove Me Do」が発売、デビューを果たした。

## 作品

### DVD
- 流星☆少女（オルスタックピクチャーズ、2009年）
- メロンパン（グラッソ、2010年）
- Miyu Style（アイドルファクトリー、2011年）
- Virgin Limit（エスデジタル、2011年）

## 出演

### テレビ番組
- マルさまぁ〜ず 第7回放送分（TBS、2010年）

### シングルCD
※「G☆Girls」のメンバーとして
1. 魔法をかけてLove Me Do（2011年9月14日） - 鈴木ふみ奈、黒田有彩、斎藤眞利奈、仁藤みさき、大津琴子、椎名歩美、しづか、堀口アンナと共演

### 雑誌
- Koh→Boh vol.3（海王社、2009年）
- 週刊アスキー 9月8日号（アスキー・メディアワークス、2009年）
- Bejean 7月号（ジーオーティー、2010年）

### ラジオ
- 村山ひとしのキャラリンパ!（FM葛飾、2009年） - 8月9日放送分

### WEB
- 週刊ナイマガ（マッシュルーム、2009年）
- デスクトップギャルコレクション 2010.03月号 制服美少女天国（NTTコミュニケーションズ、2010年）
- 不思議少女 美優①、不思議少女 美優②、不思議少女 美優③（フロームワン、2010年） - 「ラブドルネット」内ページ
- MIYU STYLE、ツンデレアイドル?! 石原美優（フロームワン、2011年） - 「ラブドルネット」内ページ
- ZAK THE QUEEN 2010 石原美優 - 「ZAK THE QUEEN」内ページ
- グラ☆スタ!バンバン（2011年10月 - 、スカイクラッドTV） - 第5期MC